# Narek Grigorian
Narek Grigorian (orm. Նարեկ Գրիգորյան, ur. 17 czerwca 2001 w Erywaniu) – ormiański piłkarz występujący na pozycji pomocnika w klubie Farul Konstanca oraz w reprezentacji Armenii.

## Kariera klubowa
Grigorian grę w piłkę nożną rozpoczął w wieku 6 lat w akademii klubu Bananc Erywań. Na początku 2018 roku rozpoczął treningi z pierwszym zespołem, występującym w Barcragujn Chumb, a także został zarejestrowany do gry w drużynie rezerw (Araczin Chumb). 4 marca 2018 zadebiutował w ormiańskiej ekstraklasie w spotkaniu z FC Szirak, wygranym 3:0. W rundzie wiosennej sezonu 2017/2018 zaliczył łącznie 5 ligowych występów, natomiast w sezonie 2018/2019 rozegrał 2 mecze.
W latach 2019–2021 Grigorian odbywał zasadniczą służbę wojskową, jednocześnie grając na wypożyczeniu w BKMA Erywań (Araczin Chumb), gdzie był podstawowym zawodnikiem. Rozegrał tam 55 ligowych spotkań i zdobył 21 bramek. W sezonie 2020/21 wywalczył z tym zespołem awans do Barcragujn Chumb.
Po powrocie do macierzystego klubu – który występował już pod nazwą Urartu Erywań – Grigorian stał się graczem podstawowego składu. W lipcu 2021 roku zadebiutował w europejskich pucharach w dwumeczu z NK Maribor (0:1, 0:1) w kwalifikacjach Ligi Konferencji UEFA. 1 sierpnia 2021 strzelił pierwszego gola w ormiańskiej ekstraklasie w spotkaniu przeciwko Norawank Wajk (3:0). W grudniu 2021 roku został nominowany przez HFF do nagrody dla piłkarza roku w Armenii.
W lutym 2022 roku na zasadzie wypożyczenia został piłkarzem Jagiellonii Białystok prowadzonej przez Piotra Nowaka. 4 marca 2022 zadebiutował w Ekstraklasie w meczu ze Stalą Mielec (1:1), w którym wszedł na boisko w 74. minucie za Fedora Černycha. Ogółem w rudzie wiosennej sezonu 2021/22 rozegrał 3 spotkania w pierwszej drużynie, a także 1 w zespole rezerw (III liga).
Po powrocie do Urartu Erywań Grigorian w sezonie 2022/23 wywalczył z tym klubem mistrzostwo Armenii oraz krajowy puchar. 30 sierpnia 2023 został za kwotę 250 tys. euro wykupiony przez Farul Konstanca, trenowany przez Gheorghe Hagiego. 3 września 2023 zadebiutował w Liga I w przegranym 0:4 meczu z CS Universitatea Craiova. 9 sierpnia 2024 zdobył pierwszą bramkę w rumuńskiej lidze w wyjazdowym spotkaniu z FCSB (2:3).

## Kariera reprezentacyjna
W latach 2015–2021 Grigorian występował w juniorskich i młodzieżowych reprezentacjach Armenii w kategorii U-14, U-15, U-16 (2016), U-17 (2016–2017), U-18 (2018–2019), U-19 (2018–2019) oraz U-21 (2020–2021).
W listopadzie 2021 roku otrzymał od selekcjonera Joaquína Caparrósa pierwsze powołanie do seniorskiej reprezentacji Armenii na mecze z Macedonią Północną i Niemcami w eliminacjach Mistrzostw Świata 2022. Zadebiutował 11 listopada 2021 w spotkaniu z Macedonią Północną w Erywaniu (0:5), w którym wszedł na boisko w 73. minucie, zastępując Tigrana Barseghiana.

## Statystyki kariery

### Klubowe
Aktualne na dzień 10 czerwca 2025
| Klub                            | Sezon             | Liga              | Liga  | Liga | Puchar kraju | Puchar kraju | Puchar ligi | Puchar ligi | Kontynentalne | Kontynentalne | Inne  | Inne | Razem | Razem |
| Klub                            | Sezon             | Liga              | Mecze | Gole | Mecze        | Gole         | Mecze       | Gole        | Mecze         | Gole          | Mecze | Gole | Mecze | Gole  |
| ------------------------------- | ----------------- | ----------------- | ----- | ---- | ------------ | ------------ | ----------- | ----------- | ------------- | ------------- | ----- | ---- | ----- | ----- |
| Bananc Erywań                   | 2017/2018         | Barcragujn Chumb  | 5     | 0    | 1            | 0            | —           | —           | —             | —             | —     | —    | 6     | 0     |
| Bananc Erywań                   | 2018/2019         | Barcragujn Chumb  | 2     | 0    | 0            | 0            | —           | —           | —             | —             | —     | —    | 2     | 0     |
| Bananc Erywań                   | 2021/2022         | Barcragujn Chumb  | 18    | 4    | 1            | 0            | —           | —           | 2             | 0             | —     | —    | 21    | 4     |
| Bananc Erywań                   | 2022/2023         | Barcragujn Chumb  | 32    | 8    | 3            | 1            | —           | —           | —             | —             | —     | —    | 35    | 9     |
| Bananc Erywań                   | 2023/2024         | Barcragujn Chumb  | 4     | 1    | —            | —            | —           | —           | 4             | 2             | —     | —    | 8     | 3     |
| Bananc Erywań                   | Ogółem            | Ogółem            | 61    | 13   | 5            | 1            | 0           | 0           | 6             | 2             | 0     | 0    | 72    | 16    |
| Bananc-2 Erywań                 | 2017/2018         | Araczin Chumb     | 11    | 3    | —            | —            | —           | —           | —             | —             | —     | —    | 11    | 3     |
| Bananc-2 Erywań                 | 2018/2019         | Araczin Chumb     | 15    | 0    | —            | —            | —           | —           | —             | —             | —     | —    | 15    | 0     |
| Bananc-2 Erywań                 | Ogółem            | Ogółem            | 26    | 3    | 0            | 0            | 0           | 0           | 0             | 0             | 0     | 0    | 26    | 3     |
| BKMA Erywań (wyp.)              | 2019/2020         | Araczin Chumb     | 26    | 10   | —            | —            | —           | —           | —             | —             | —     | —    | 26    | 10    |
| BKMA Erywań (wyp.)              | 2020/2021         | Araczin Chumb     | 29    | 11   | 4            | O            | —           | —           | —             | —             | —     | —    | 33    | 11    |
| BKMA Erywań (wyp.)              | Ogółem            | Ogółem            | 55    | 21   | 4            | 0            | 0           | 0           | 0             | 0             | 0     | 0    | 59    | 21    |
| Jagiellonia Białystok (wyp.)    | 2021/2022         | Ekstraklasa       | 3     | 0    | —            | —            | —           | —           | —             | —             | —     | —    | 3     | 0     |
| Jagiellonia II Białystok (wyp.) | 2021/2022         | III liga          | 1     | 0    | —            | —            | —           | —           | —             | —             | —     | —    | 1     | 0     |
| Farul Konstanca                 | 2023/2024         | Liga I            | 19    | 0    | 1            | 0            | —           | —           | —             | —             | —     | —    | 20    | 0     |
| Farul Konstanca                 | 2024/2025         | Liga I            | 38    | 7    | 2            | 1            | —           | —           | —             | —             | —     | —    | 40    | 8     |
| Farul Konstanca                 | Ogółem            | Ogółem            | 57    | 7    | 3            | 1            | 0           | 0           | 0             | 0             | 0     | 0    | 60    | 8     |
| Ogółem w karierze               | Ogółem w karierze | Ogółem w karierze | 203   | 44   | 12           | 2            | 0           | 0           | 6             | 2             | 0     | 0    | 221   | 48    |

### Reprezentacyjne
| Reprezentacja | Rok    | Mecze | Bramki |
| ------------- | ------ | ----- | ------ |
| Armenia       |        |       |        |
| 2021          | 2      | 0     |        |
| 2022          | 2      | 0     |        |
| 2024          | 2      | 0     |        |
| 2025          | 4      | 0     |        |
| Ogółem        | Ogółem | 10    | 0      |

## Sukcesy
Urartu Erywań
- mistrzostwo Armenii: 2022/23
- Puchar Armenii: 2022/23